# Entre-deux-Eaux
Entre-deux-Eaux település Franciaországban, Vosges megyében. Lakosainak száma 509 fő (2022. január 1.). Entre-deux-Eaux Remomeix, Mandray, Saint-Léonard, Sainte-Marguerite, Saulcy-sur-Meurthe, Coinches és La Croix-aux-Mines községekkel határos.

## Népesség
A település népességének változása:
| Lakosok száma | 530  | 516  | 503  | 501  | 497  | 500  | 505  | 509  |
|               | 2013 | 2015 | 2017 | 2018 | 2019 | 2020 | 2021 | 2022 |